# 中濃電気鉄道
中濃電気鉄道（ちゅうのうでんきてつどう）は、かつて岐阜県岐阜市周辺で計画された鉄道である。本項目では中濃鉄道（ちゅうのうてつどう）についてもあわせて記述する。
いずれも鉄道敷設免許は取得したものの、建設工事に着手することができないまま、免許失効となった。

## 中濃電気鉄道

### 路線データ（計画時）
- 路線：
  - 岐阜市安良田町 - 武儀郡金山町 (70.1km)
  - 加茂郡太田町 - 武儀郡吉田村 (9.1km)
- 軌間：762mm （軽便鉄道）

### 歴史
- 1912年（明治45年）3月25日 中濃軽便鉄道に対し鉄道敷設免許状下付。（軌間762mm、動力蒸気、岐阜市安良田町-武儀郡金山町、加茂郡太田町-武儀郡吉田町間）[1]。
- 1914年（大正3年）
  - 4月1日 起業目論見変更認可（中濃電気鉄道、軌間1067mm、動力電気、稲葉郡鵜沼村-加茂郡川邊町、加茂郡坂視村-武儀郡吉田村間）[2]
  - 6月11日 鉄道免許失効（工事認可申請を為さざるため）[3]。

### その他
- 岐阜市安良田町の駅予定地は名古屋鉄道各務原線田神駅付近と推測される。
- 武儀郡金山町は、後の益田郡金山町（現下呂市）。駅予定地は高山本線飛騨金山駅付近と推測される。
- 加茂郡太田町は現在の美濃加茂市。駅予定地は高山本線美濃太田駅付近と推測される。
- 武儀郡吉田村は現在の関市吉田町周辺。駅予定地は新長谷寺（吉田観音）付近と推測される。
- 岐阜市安良田町 - 武儀郡吉田村 - 武儀郡金山町が本線で、武儀郡吉田村 - 加茂郡太田町が支線と推測される。

## 中濃鉄道

### 路線データ（計画時）
- 路線：稲葉郡木田村 - 本巣郡山添村 (10.0km)
- 軌間：1067mm

### 歴史
- 1924年（大正13年）5月5日 鉄道免許状下付[4]。
- 1927年（昭和2年）
  - 11月29日 会社解散[5]。
  - 12月26日 免許失効[6]。

### その他
- 稲葉郡木田村は現在の岐阜市尻毛。駅の予定地は旧名古屋鉄道揖斐線尻毛駅付近と推測される。
- 本巣郡山添村は後の本巣町（現本巣市）。駅の予定地は現在の樽見鉄道本巣駅付近と推測される。
- 現在岐阜バスC38系統が尻毛 - 西郷間を、C44系統が西郷ー本巣市役所間を、本巣市営バスが本巣市市役所 - 本巣駅間を、それぞれ予定線に並行して運行している。